# Shannon Racing
Shannon Racing, ou Shannon Racing Team, foi uma equipe de automobilismo com curta duração. Equipe que foi brevemente envolvida com a equipe de Fórmula 1 Forti, durante a temporada de 1996. Ela foi detida por uma empresa-mãe (holding), conhecida como FinFirst. Ambas as entidades foram registadas na Irlanda, mas financiadas pelos apoiadores italianos.

## Carreira
Shannon estabeleceu uma equipe na Fórmula 3000 Internacional, em 1996, correndo com os pilotos Tom Kristensen e Luca Rangoni; e também foi muito ativo na Fórmula 3. Kristensen assumiu a pole position e a volta mais rápida na segunda corrida da equipe F3000, mas a campanha foi interrompida quando Shannon entrou na Fórmula 1 no meio da temporada.
A equipe era conhecida por estar ansiosa para subir para a F1; e era esperada para entrar na temporada de 1998, mas, em vez disso, preferiu comprar 51% da Forti, lutando financeiramente antes do Grande Prêmio da Espanha de 1996. O acordo resultou na Forti mudando seus carros de amarelo para verde, branco e vermelho, de libré. O acordo, no entanto, acabou e resultou em uma disputa entre Shannon e Guido Forti sobre a propriedade da equipe, com Forti alegando o não pagamento. O caso foi para um tribunal e resultou na equipe de execução sem dinheiro e retirada da Fórmula 1, o que significa que Shannon eventualmente conseguiu sua vitória, mas foi essencialmente sem sentido. Até o final da temporada, as equipes comandadas por Shannon em outras fórmulas também deixaram de existir.

## Registro das corridas

### Resultado completo da Fórmula 3000 Internacional
(Chave): (Corridas em negrito indicam pole position; corridas em itálico indicam volta mais rápida).
| Ano  | Chassis     | Motor      | Pneus | Drivers        | 1   | 2   | 3   | 4   | 5   | 6   | 7   | 8      | 9   | 10 | TC | Pontos |
| ---- | ----------- | ---------- | ----- | -------------- | --- | --- | --- | --- | --- | --- | --- | ------ | --- | -- | -- | ------ |
| 1996 | Lola T96/50 | Zytek-Judd | A     | NUR            | PAU | POR | HOC | SIL | SPA | MAG | EST | CANECA | HOC | 10 | 4  |        |
| 1996 | Lola T96/50 | Zytek-Judd | A     | Tom Kristensen | 4   | Ret |     |     |     |     |     |        |     | 10 | 4  |        |
| 1996 | Lola T96/50 | Zytek-Judd | A     | Luca Rangoni   | 6   |     |     |     |     |     |     |        |     | 10 | 4  |        |

### Fórmula 1: Resultado completo (como o dono da Forti)
(Chave): (Corridas em negrito indicam pole position; corridas em itálico indicam volta mais rápida).
| Ano  | Entrant          | Chassis    | Motor           | Pneus | Pilotos           | 1   | 2   | 3   | 4   | 5   | 6   | 7   | 8   | 9   | 10  | 11  | 12  | 13  | 14  | 15  | 16 | Pontos | WCC |
| ---- | ---------------- | ---------- | --------------- | ----- | ----------------- | --- | --- | --- | --- | --- | --- | --- | --- | --- | --- | --- | --- | --- | --- | --- | -- | ------ | --- |
| 1996 | Forti Grand Prix | Forti FG03 | Ford Zetec-R V8 | G     | AUS               | BRA | ARG | EUR | SMR | MON | ESP | CAN | FRA | GBR | GER | HUN | BEL | ITA | POR | JPN | 0  | NC     |     |
| 1996 | Forti Grand Prix | Forti FG03 | Ford Zetec-R V8 | G     | Luca Badoer       | DNQ | Ret | Ret | DNQ | DNP |     |     |     |     |     |     |     |     |     |     | 0  | NC     |     |
| 1996 | Forti Grand Prix | Forti FG03 | Ford Zetec-R V8 | G     | Andrea Montermini | DNQ | Ret | Ret | DNQ | DNP |     |     |     |     |     |     |     |     |     |     | 0  | NC     |     |